# Lukáš Hakoš
Lukáš Hakoš (20. ledna 1988 Most – 25. září 2019) byl český podnikatel, zakladatel a ředitel inovací (CINO) softwarové společnosti Clever Monitor, která podle jeho slov vyvinula vlastní nástroj pro hromadné doručování e-mailů s vlastní umělou inteligencí. V roce 2016 Hakoš veřejně ohlásil zařazení Clever Monitoru mezi pět celosvětových ESP (Email Service Provider) partnerů společnosti Google. V roce 2019 byla společnost kritizována v souvislosti s ohlášenou emisí dluhopisů a na Lukáše Hakoše bylo podáno trestní oznámení pro podvod.

## Osobní život
Lukáš Hakoš byl od dětského věku věku považován za talentované dítě, postupně se jako samouk začal vzdělávat. V roce 1997, kdy mu bylo teprve devět let, oslovil dopisem Billa Gatese a nabídl mu vylepšení programu Microsoft Outlook o modul pro rozesílání SMS zpráv a propojení emailových kontaktů s externí databází. Americká firma Microsoft integrovala Lukášova vylepšení a spolupráce s počítačovým magnátem trvala až do roku 2004. Samotný vývoj MS doplňků pokračoval na objednávku klientů až do roku 2010.
V patnácti letech vyvinul Lukáš Hakoš programy pro volné užití. Mezi známé a rozšířené programy patřil monitor BMI, DVD přehrávače a kodeky pro práci se zvukem a videem nebo doplňky Microsoft Office, které již ve své době používalo několik set tisíc uživatelů po celém světě. Většina programů byla dostupná ke stažení ještě v roce 2017.
V roce 2004, ve svých šestnácti letech, vyvinul pod názvem Newsletter (verze 1.0) první aplikaci pro hromadné rozesílání podkladů. V propojení se servery, které obsahují informace k jednotlivým školám, předmětům a vyučujícím vyvinul volný nástroj pro hromadné rozesílání „taháků“ studentům škol.[zdroj?]
V roce 2008 vylepšil aplikaci Newsletter (verze 3.0), přidal překlad do angličtiny, registraci podmíněnou poskytnutím osobních informací o uživateli (jinak byla aplikace funkční pouze po dobu 30 dní), přidal pomocníka ve stylu pana Sponky, známého z Microsoft Office a program Newsletter umístil k distribuci na zahraniční servery, například na server Download.com a získal více než 1,3 milionů unikátních uživatelů po celém světě.[zdroj?]
V roce 2010 dostal Lukáš Hakoš první nabídku na komerční využití aplikace Newsletter, v serverovém využití pro společnost zabývající se podporou inkasního trhu v České a Slovenské republice s cílem umožnit inkasním společnostem pomoci e-mailů komunikovat s jejich klienty – dlužníky. Aplikace pro hromadné rozesílání podkladů se instalovala na libovolný server, kde služba běžela na pozadí v režimu 24/7 (daemon) – zjišťování a zpracování vstupních dat, odesílání zpráv a jejich reporting do klientem požadované struktury.[zdroj?]
Dne 25. září 2019 spáchal sebevraždu.

## Podnikatelská kariéra

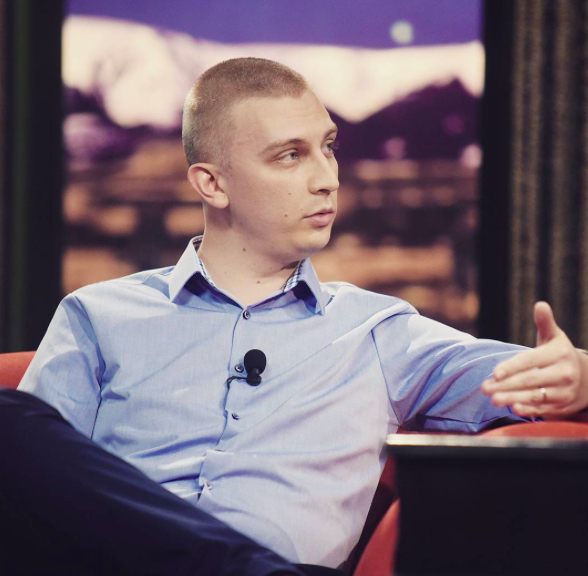
Lukáš Hakoš v Show Jana Krause

V počátcích podnikatelské kariéry využíval Lukáš živnostenský list svého otce, a to až do okamžiku, kdy byl jeho tehdy jediným klientem požádán, aby si opatřil podnikatelské oprávnění. Protože Lukáš neměl celý kapitál potřebný pro založení firmy, požádal bývalého kolegu Václava Pelce, se kterým při studiích na vysoké škole spolupracoval v softwarové a účetní firmě ARBES Technologies, aby mu poskytl vstupní kapitál a Lukášovi pomohl firmu provozovat. V lednu 2011 společně s Pelcem založil firmu Gemilot s.r.o. Lukáš Hakoš zajišťoval ve firmě programování a společník Pelc pomáhal s databázemi, analýzou a logikou. Do roku 2014 následoval úspěšný vývoj a prodej aplikačních softwarů, především e-mailové a SMS komunikace, včetně navázaných workflow procesů pro banky, pojišťovny, inkasní a faktoringové společnosti nebo kompletní rozvoj business intelligence. V roce 2014 nastal ve firmě Gemilot podnikatelský zlom. Firma ztratila klíčového klienta a Lukáš Hakoš se společníkem Pelcem řešili další směřování firmy.[zdroj?]
V průběhu předchozích úspěšných let oba zcela nezávisle vyvíjeli aplikaci Newsletter, která obsahovala řadu šikovných funkcí. Slabou stránkou aplikace ale byla nutnost její instalace na server nebo klientskou stanici, proto se firma Gemilot rozhodla aplikaci plně od základů změnit. Aktualizovaná aplikace plně využívala webové prostředí a umožnila tak obsluhovat více klientů a současně výrazně šetřit provozní náklady.[zdroj?]
Zájem o aplikaci byl značný a Lukáš Hakoš se potýkal s problémem rychlejšího růstu firmy, získávaní dalších znalostí a přístupu k novým kontraktům. V roce 2015 proto do společnosti Gemilot vstoupil strategický partner FG Forrest. Po vstupu strategického partnera byla firma a aplikace Newsletter přejmenována na Clever Monitor.[zdroj?]

### Clever Monitor
V roce 2016 společnost uvedla, že její softwarová aplikace Clever Monitor doručuje e-maily na základě více než 720 datových položek, které dokáží rozpoznat chování uživatelů v reálném čase a automatizovaně přizpůsobit další nastavení e-mailových kampaní.
Podle Clever Monitoru nástroj pro rozesílání hromadných zpráv s umělou inteligencí využívají globální firmy, například BMW, NASA, BVLGARI patřící do LVHM, Walt Disney nebo londýnské letiště Heathrow. V roce 2016 oznámil Lukáš Hakoš zařazení společnosti Clever Monitor mezi pět celosvětových ESP (Email Service Provider) partnerů společnosti Google, která však tuto informaci nikde neuvádí.
Ke konci roku 2017 firma Clever Monitor otevřela pobočky v USA, Německu nebo Dubaji. Ve Francii operuje společnost prostřednictvím obchodního zastoupení.
Zakladatel Lukáš Hakoš působil ve firmě v roli jednatele a ředitele vývoje inovací (CINO). Hakoš příležitostně vystupoval na komerčních konferencích, i v USA.

### Kauza dluhopisů
V únoru 2019 vstoupila společnost Clever Monitor Financials na trh firemních dluhopisů. Zpravodajský portál FAEI.cz analyzoval rizika obsažená v prospektu emitenta Clever Monitor Financials, u nichž kritizoval veřejnou prezentaci sto milionové emise nekrytých dluhopisů firmy, a které portál označil za rizikové. FAEI.cz v jednom ze svých článků také upozornil na převzetí investičního fondu KKIG, přejmenovaného následně na Startec Ventures, který získal významný podíl ve společnosti Clever Monitor. Mezi zakladatele fondu patří Tomáš Budník, bývalý generální ředitel české pobočky O2.

### Trestní oznámení
V roce 2019 bylo na Lukáše Hakoše podáno trestní oznámení pro podvod. Od soukromého investora si měl na základě zkreslených a nadhodnocených účetních údajů vypůjčit částku tři miliony korun.[zdroj?]
V době poskytnutí půjčky měla společnost mířit do druhého investičního kola v USA, kde měla získat investici ve výši 82 milionů dolarů (téměř dvě miliardy korun) na rozvoj produktu a posílení Clever Monitoru na americkém trhu.[zdroj?]

### Insolvenční řízení
V květnu 2019 bylo proti firmě Clever Monitor zahájeno insolvenční řízení. Návrh podali bývalí zaměstnanci softwarové společnosti.

### Pokuta od Úřadu pro ochranu osobních údajů
V rozhovoru pro DVTV Lukáš Hakoš prohlásil, že rozesílání elektronických zpráv prostřednictvím nástroje Clever Monitor řídí umělá inteligence a odmítl, že by společnost rozesílala tzv. spam.
Na základě patnácti podnětů doručených Úřadu pro ochranu osobních údajů kontrola zjistila porušení zákonných povinností společností Clever Monitor, za což jí byla úřadem udělena pokuta.

## Životní krédo
| „ | Možné je vše, jen nemožné prostě trvá trochu déle… | “ |